# Karel Hendrik van Brederode
Karel Hendrik van Brederode (* 11. Dezember 1827 in Haarlem; † 19. September 1897 in Deventer) war ein niederländischer Ingenieur und Architekt einer Vielzahl an Bahnhöfen.

## Leben
Van Brederode wurde am 11. Dezember 1827 in Haarlem geboren. Von 1843 bis 1853 arbeitete er bei der Hollandsche IJzeren Spoorweg-Maatschappij und war beim Bau der Bahnstrecke Amsterdam–Rotterdam als Anwärter tätig. Während dieser Zeit war er zeitweise auch beim Rijkstelegraaf beschäftigt. Ab 1860 arbeitete er für die Maatschappij tot Exploitatie van Staatsspoorwegen, wo er für den Entwurf der sogenannten Standaardstations (deutsch „Standardbahnhöfe“) zuständig war. Bis 1880 sollen rund 90 Bahnhöfe aus seiner Hand entstanden sein. Im Jahr 1882 übernahm er die Position des Chefingenieurs bei der Koninglijke Nederlandsche Locaalspoorweg-Maatschappij. Dort soll er rund 20 weitere Bahnhöfe entworfen haben. Er trat 1890 zurück und wurde anschließend Aufsichtsratsmitglied bei der Koninglijke Nederlandsche Locaalspoorweg-Maatschappij. Van Brederode bekleidete dieses Amt bis zu seinem Tod. Zeitlebens wohnte er in Apeldoorn. Am 19. September 1897 verstarb er in Deventer.

## Bauwerke
Van Brederode entwarf folgende Bahnhofsgebäude:
- 1862: Gilze-Rijen (Abriss 1913)
- 1862: Susteren (Abriss 1981)
- 1892: Bunde (Abriss 1964)
- 1862: Beek-Elsloo (Abriss 1975)
- 1862: Anna Paulowna (Abriss 1971)
- 1862: Heerhugowaard (Abriss 1967)
- 1862: Schagen (Abriss 1967)
- 1862: Echt
- 1862: Brummen (Abriss 1970)
- 1862: Velp (Abriss 1973)
- 1862: Tilburg (Abriss 1961)
- 1862: Den Helder (Abriss 1958)
- 1862: Roermond
- 1862: Sittard (Abriss 1923)
- 1862: Maasbracht (Abriss 1899)
- 1862: Noord Scharwoude (Stilllegung 1947 und Abriss 1954)
- 1862: Wouw (Stilllegung 1940 und Abriss 1961)
- 1862: Dieren (Abriss 1944)
- 1863: Dronryp (Abriss 1973)
- 1863: Reuver
- 1863: Swalmen
- 1863: Tegelen (Abriss 1974)
- 1863: Woensdrecht (Stilllegung 1938 und Abriss 1944)
- 1863: Laren-Almen (Stilllegung 1938)
- 1863: Markelo (Stilllegung 1953)
- 1863: Grijpskerk (Abriss 1881)
- 1863: Hurdegaryp (Abriss 1964)
- 1863: Zuidhorn (Abriss 1975)
- 1863: Krabbendijke
- 1863: Kapelle-Biezelinge
- 1863: Kruiningen-Yerseke
- 1863: Gorssel (Stilllegung 1938 und Abriss 1963)
- 1863: Harlingen
- 1863: Leeuwarden
- 1863: Franeker (Abriss 1973)
- 1863: Boxtel (Abriss 1872)
- 1863: Oisterwijk
- 1863: Delden
- 1863: Goor
- 1863: Lochem
- 1863: Feanwâlden (Abriss 1973)
- 1863: Goes (Abriss 1980)
- 1863: Zutphen (Abriss 1951)
- 1863: Langeweg (Stilllegung 1936 und Abriss 1953)
- 1864: Best (Abriss 1975)
- 1864: Nuenen (Stilllegung und Abriss 1972)
- 1864: De Steeg (Stilllegung 1952 und Abriss 1961)
- 1864: Deurne (Abriss 1976)
- 1864: Horst-Sevenum
- 1864: Eindhoven Centraal (Abriss 1912)
- 1864: Alkmaar
- 1864: Buitenpost (Abriss 1973)
- 1864: Helmond (Abriss 1987)
- 1864: Olst (Abriss 1975)
- 1864: Wijhe (Abriss 1975)
- 1865: Staphorst (Stilllegung 1935 und Abriss 1970)
- 1865: Winschoten
- 1865: Steenwijk (Abriss 1972)
- 1865: Dedemsvaart (Stilllegung 1938 und Abriss 1952)
- 1865: Scheemda
- 1865: Wolvega
- 1865: Enschede (Abriss 1950)
- 1865: Hoogezand-Sappemeer (Abriss 1989)
- 1865: Zuidbroek
- 1866: Castricum (Abriss 1969)
- 1866: Hengelo (Abriss 1899)
- 1866: Meppel
- 1866: Vught
- 1866: Houten (Stilllegung 1935)
- 1866: ’s-Heer Arendskerke (Stilllegung 1946 und Abriss 1963)
- 1866: Zwolle
- 1866: Waardenburg (Stilllegung 1973 und Abriss 1970)
- 1867: Akkrum (Abriss 1973)
- 1867: Grou-Jirnsum (Abriss 1879)
- 1867: Wirdum (Stilllegung 1949 und Abriss 1983)
- 1867: Heerenveen (Abriss 1983)
- 1867: Zaandijk Zaanse Schans (Abriss 1930)
- 1867: Krommenie-Assendelft (Abriss 1930)
- 1867: Wormerveer (Abriss 1978)
- 1867: Bad Nieuweschans (Abriss 1973)
- 1867: Zaandam (Abriss 1983)
- 1867: Culemborg (Abriss 1974)
- 1867: Geldermalsen (Abriss 1884)
- 1867: Schalkwijk (Stilllegung 1935 und Abriss 1964)
- 1868: Beilen (Abriss 1970)
- 1868: Koekange (Stilllegung 1940 und Abriss 1973)
- 1868: De Punt (Stilllegung 1936 und Abriss 1970)
- 1868: Vries-Zuidlaren (Stilllegung 1952 und Abriss 1968)
- 1868: Hoogeveen (Abriss 1984)
- 1868: Assen (Abriss 1988)
- 1868: Hedel (Stilllegung und Abriss 1950)
- 1868: Zaltbommel (Abriss 11984)
- 1870: Barendrecht (Abriss 1973)
- 1870: IJselmonde (Stilllegung 1926 und Abriss 1940)
- 1872: Zwijndrecht (Abriss 1976)
- 1886: Laag-Soeren (Stilllegung 1950 und Abriss 1970)
- 1886: Epe (Stilllegung 1950 und Abriss 1969)
- 1886: Hattem (Stilllegung 1950 und Abriss 1914)
- 1886: Heerde (Stilllegung 1950 und Abriss 1960)
- 1886: Twello (Abriss 1944)
- 1886: Rijssen
- 1886: Beekbergen (Stilllegung 1950)
- 1886: Dieren (Abriss 1944)
- 1886: Vaassen (Stilllegung 1950)
- 1886: Holten
- 1886: Eerbeek (Stilllegung 1950)
- 1886: Wapenveld (Stilllegung 1950 und Abriss 1971)
- 1886: Dijkerhoek (Stilllegung 1933 und Abriss 1940)
- 1886: Loenen (Stilllegung 1950 und Abriss 1980)
- 1886: Bathmen (Stilllegung 1947 und Abriss 1971)
- 1886: Deventer Colmschate (Abriss 1938)

### Bilder

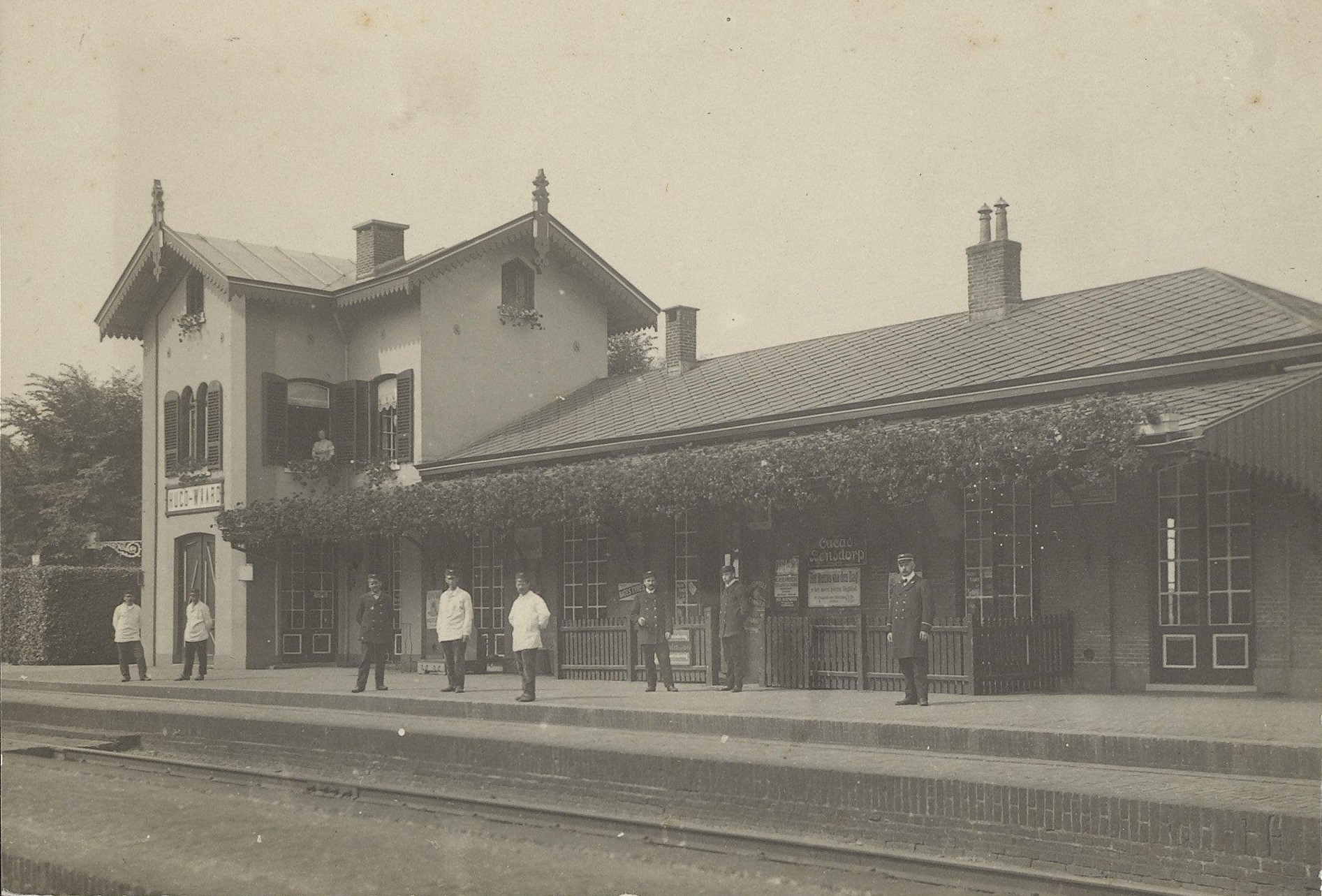
Bahnhof Heerhugowaard (um 1880)
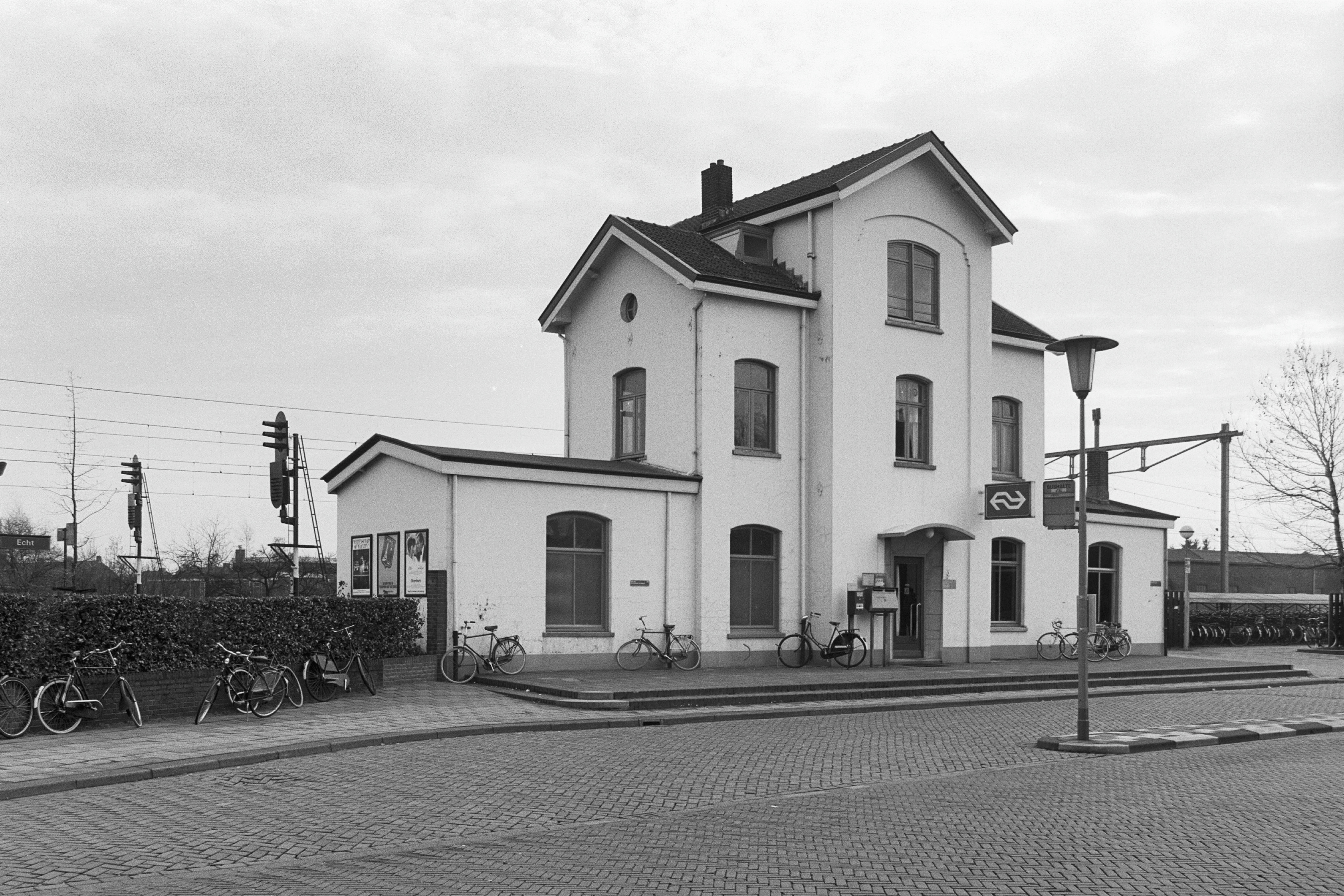
Bahnhof Echt (1986)
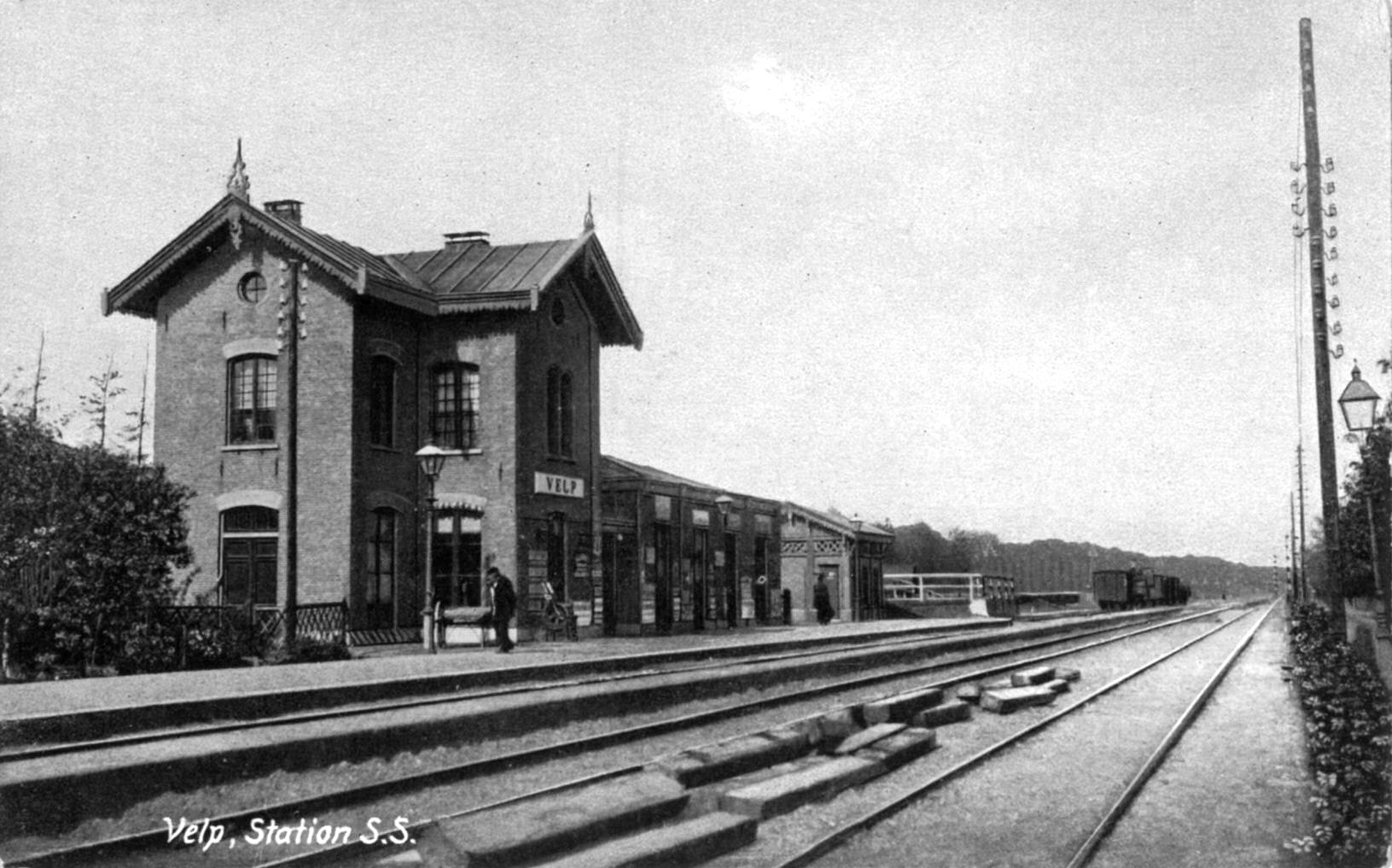
Bahnhof Velp (um 1906)
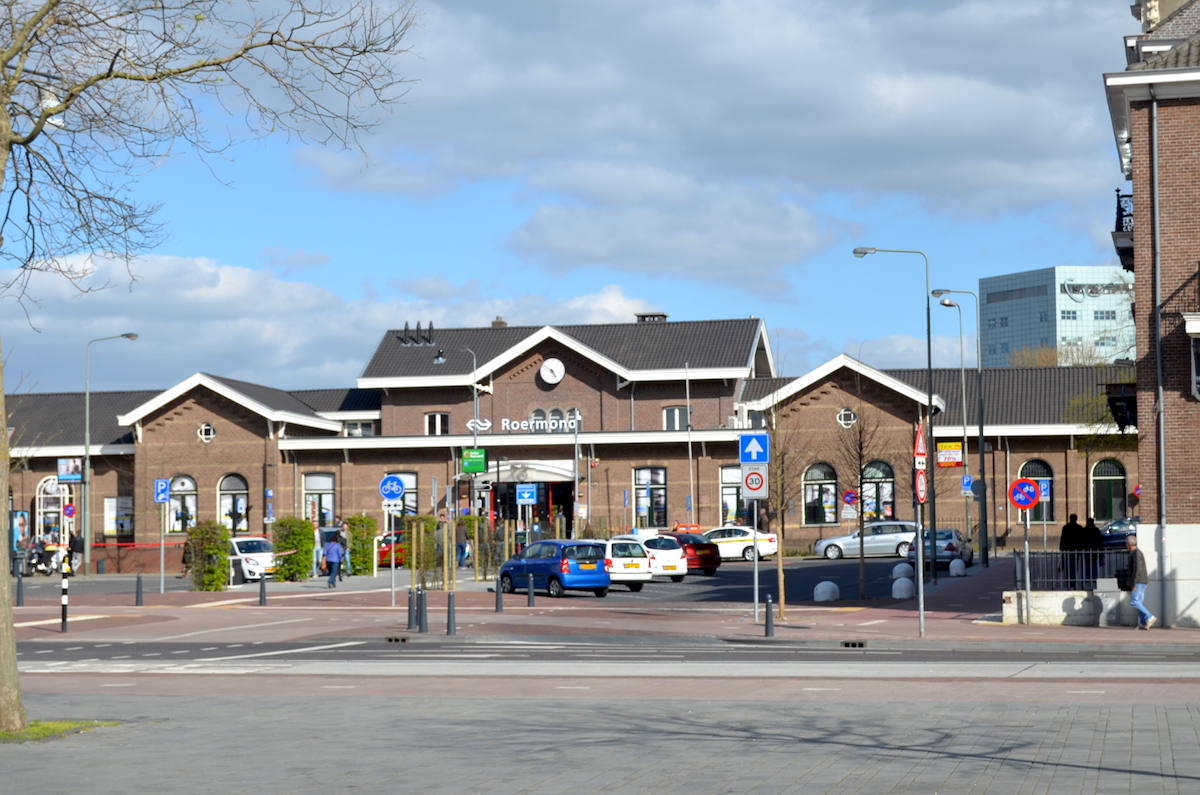
Bahnhof Roermond (2015)
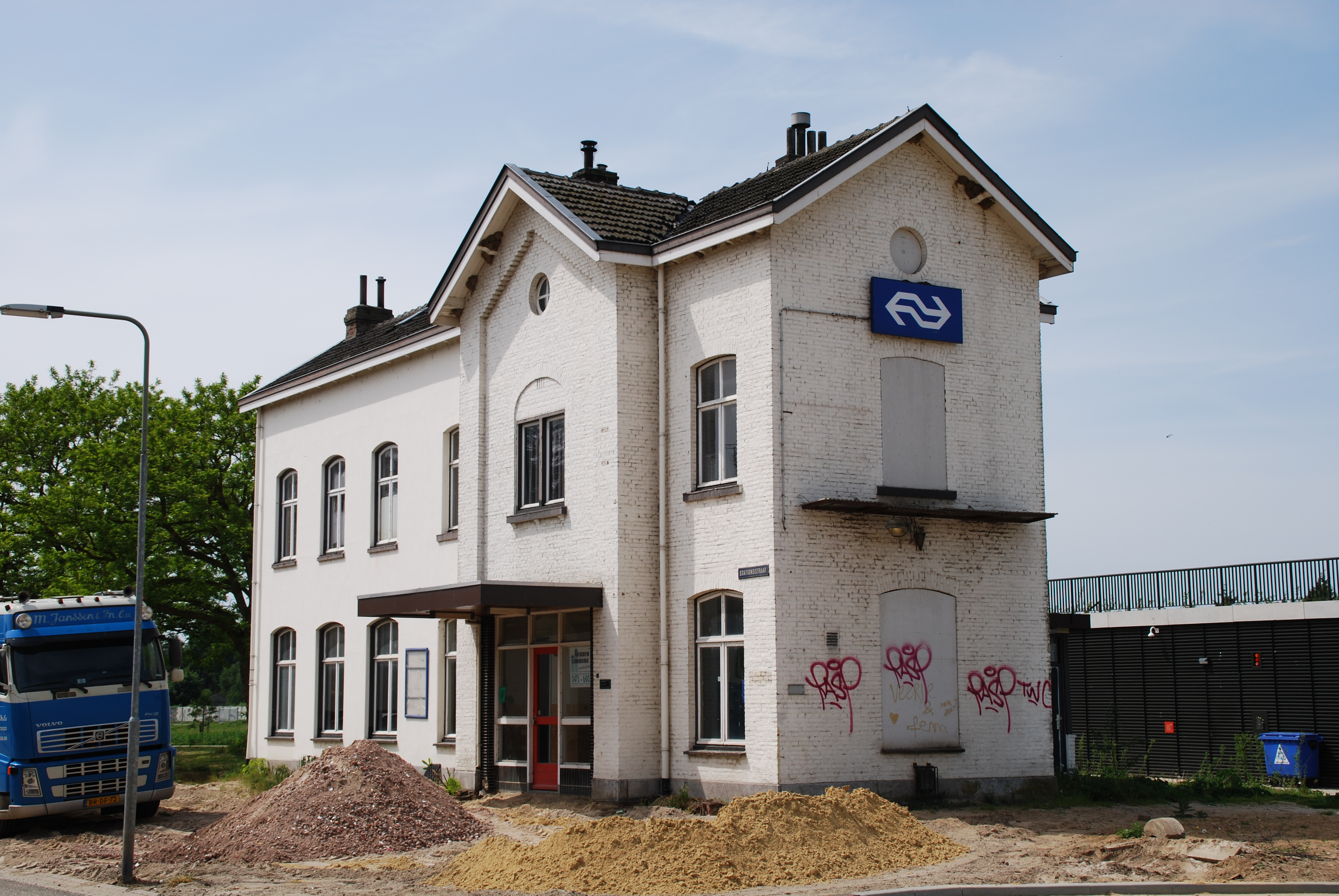
Bahnhof Swalmen (2009)
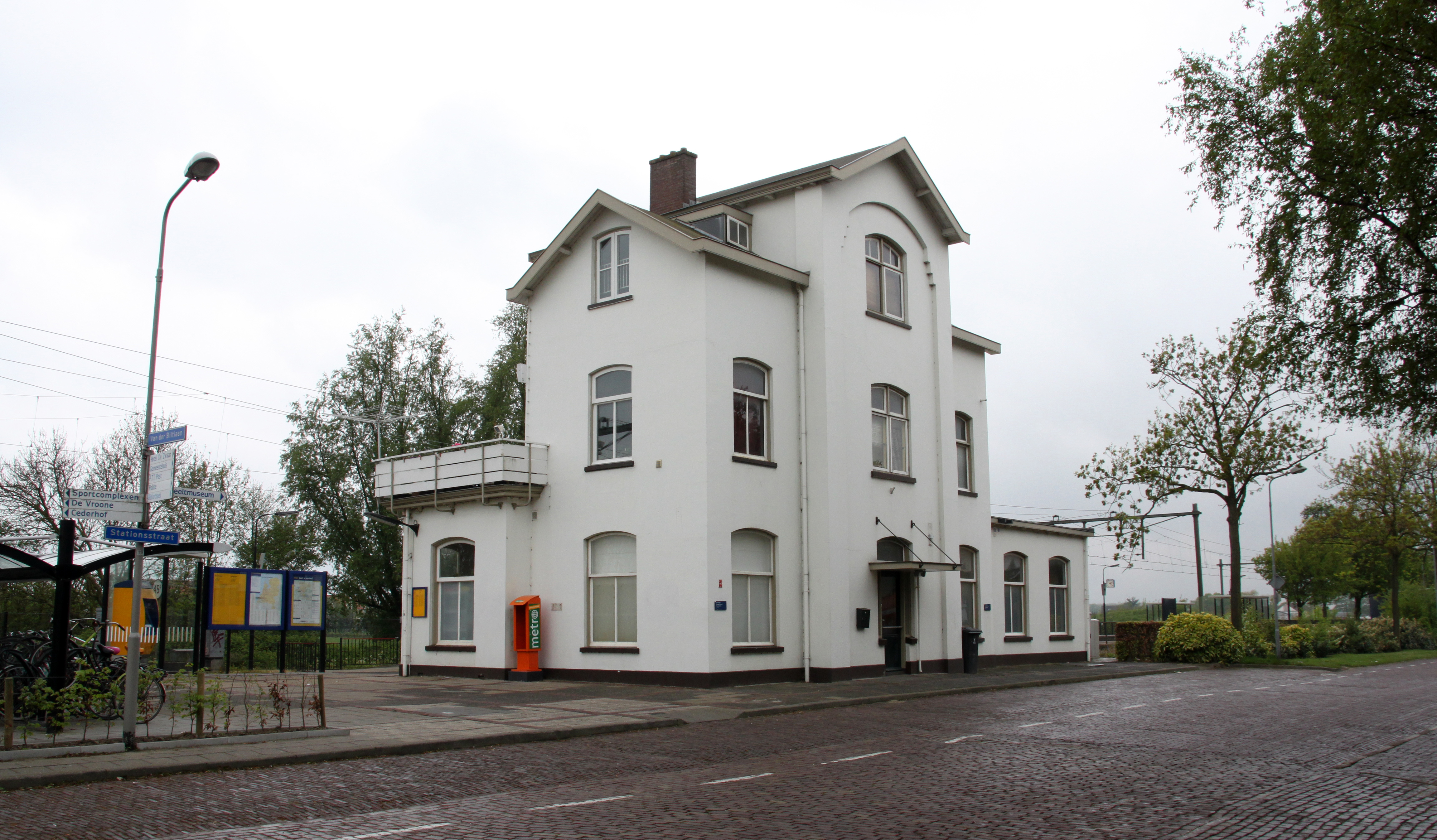
Bahnhof Kapelle-Biezelinge (2010)
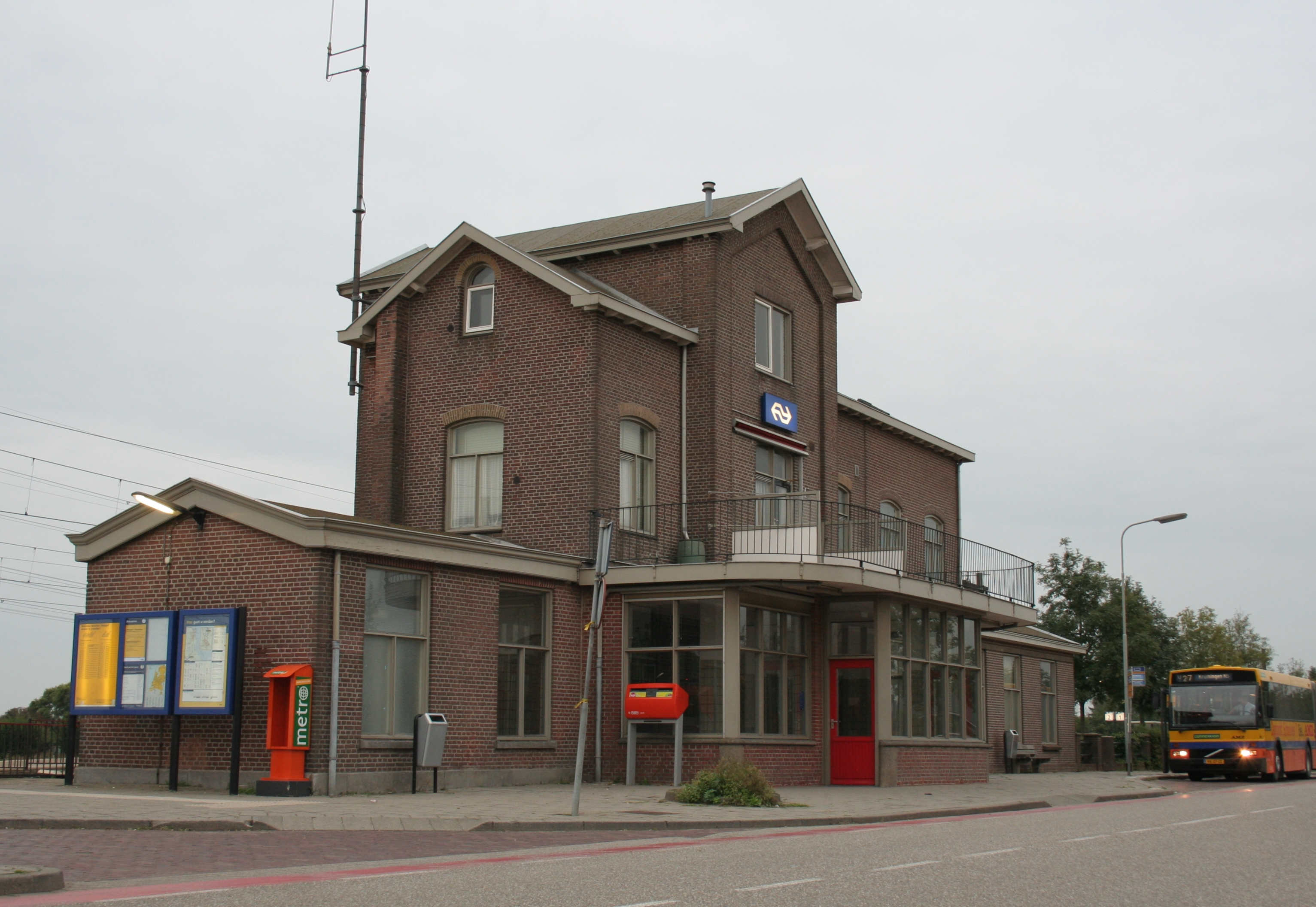
Bahnhof Kruiningen-Yerseke (2008)
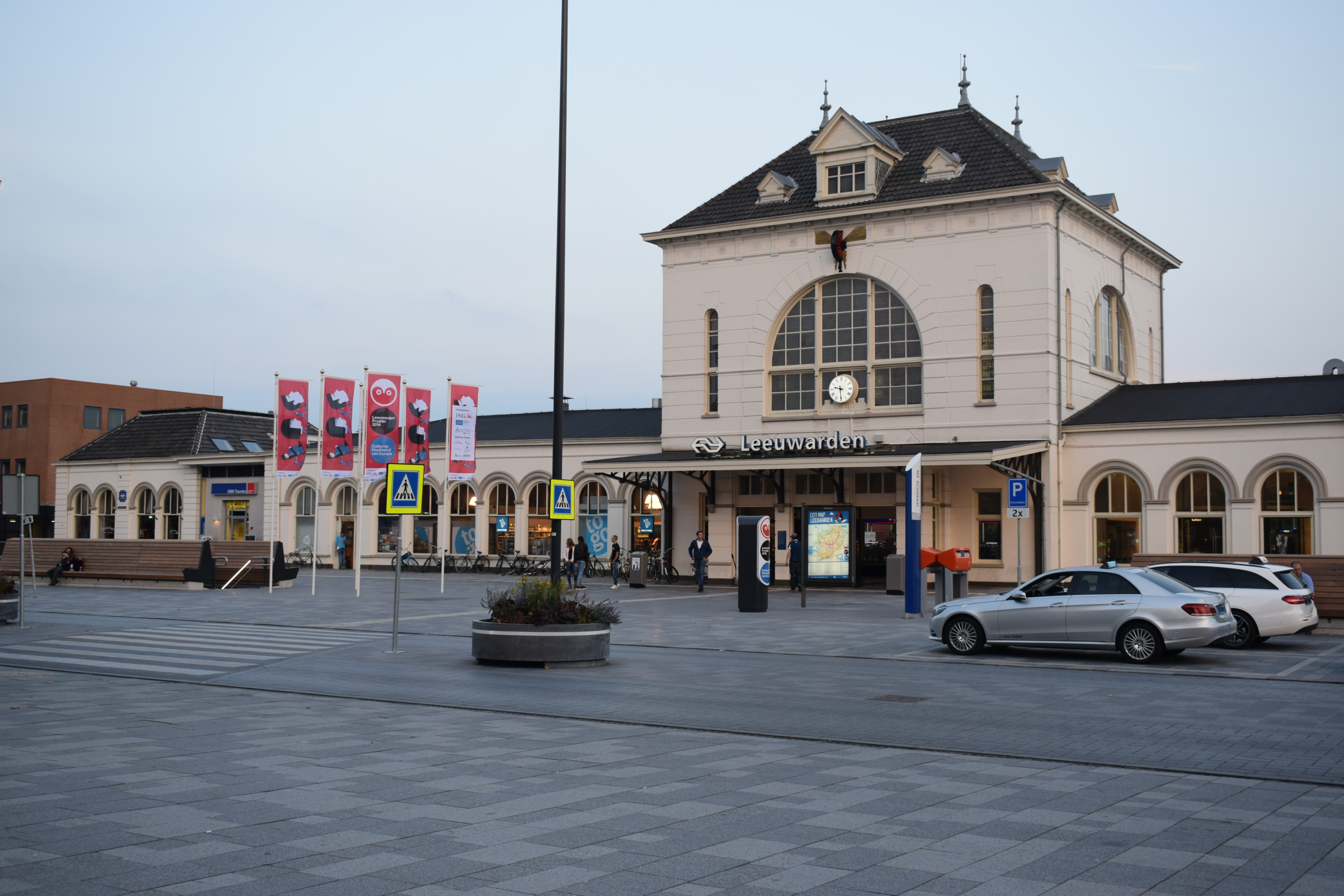
Bahnhof Leeuwarden (2018)
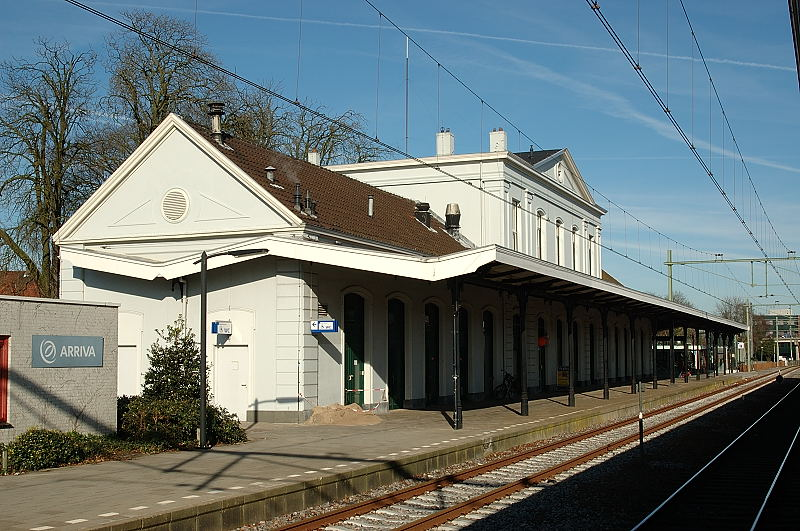
Bahnhof Meppel (2008)
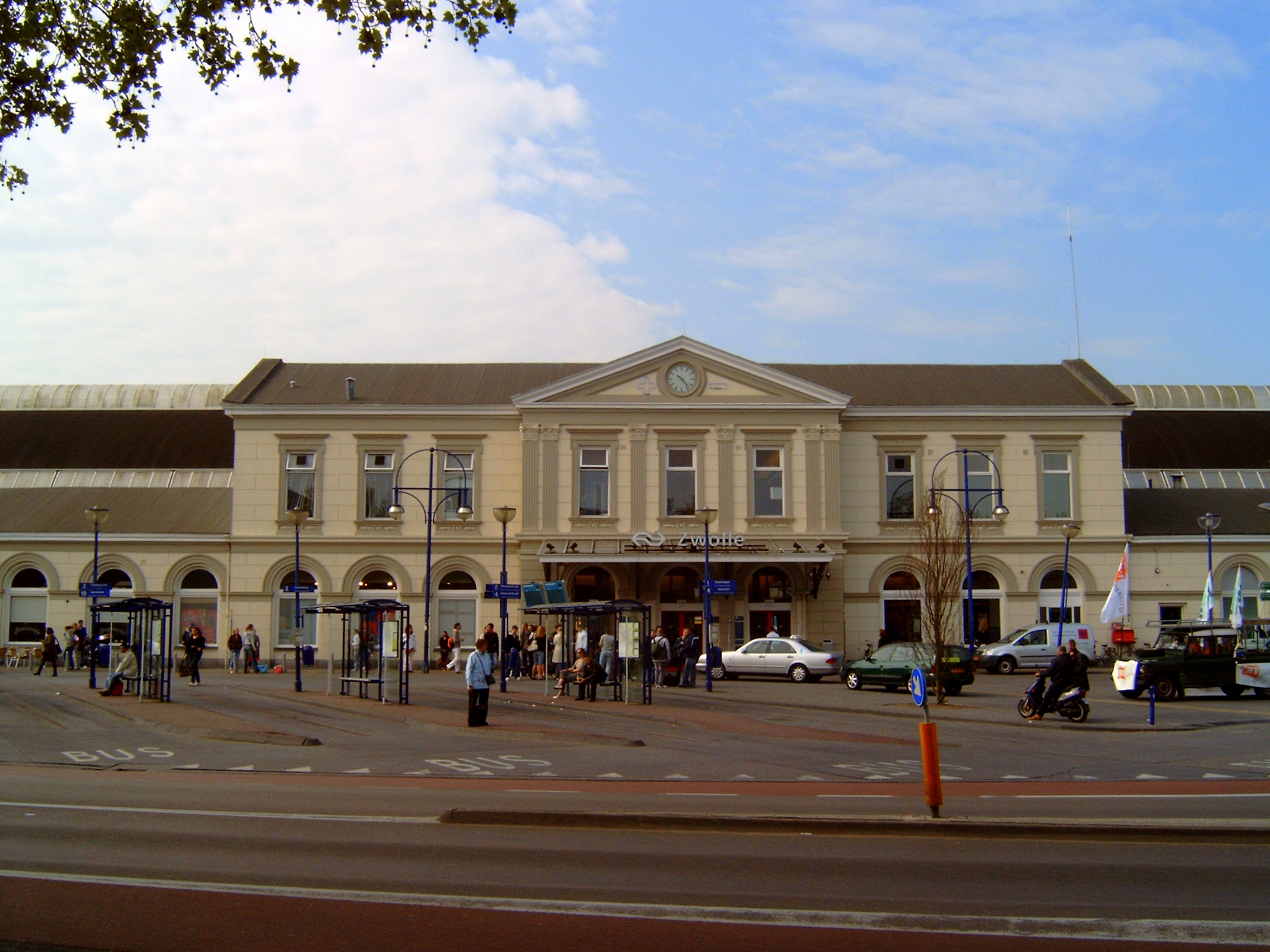
Bahnhof Zwolle (2007)
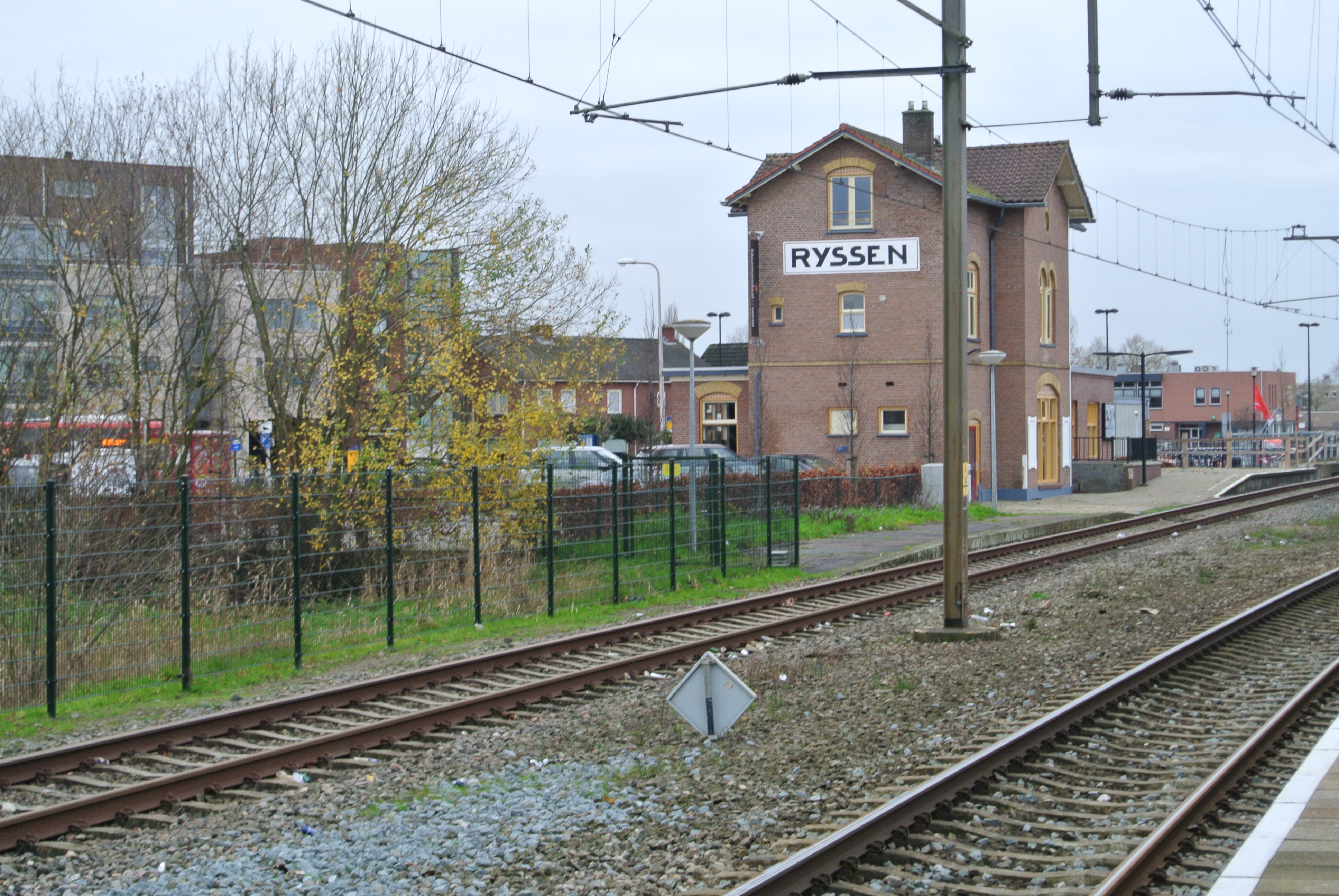
Bahnhof Rijssen (2015)
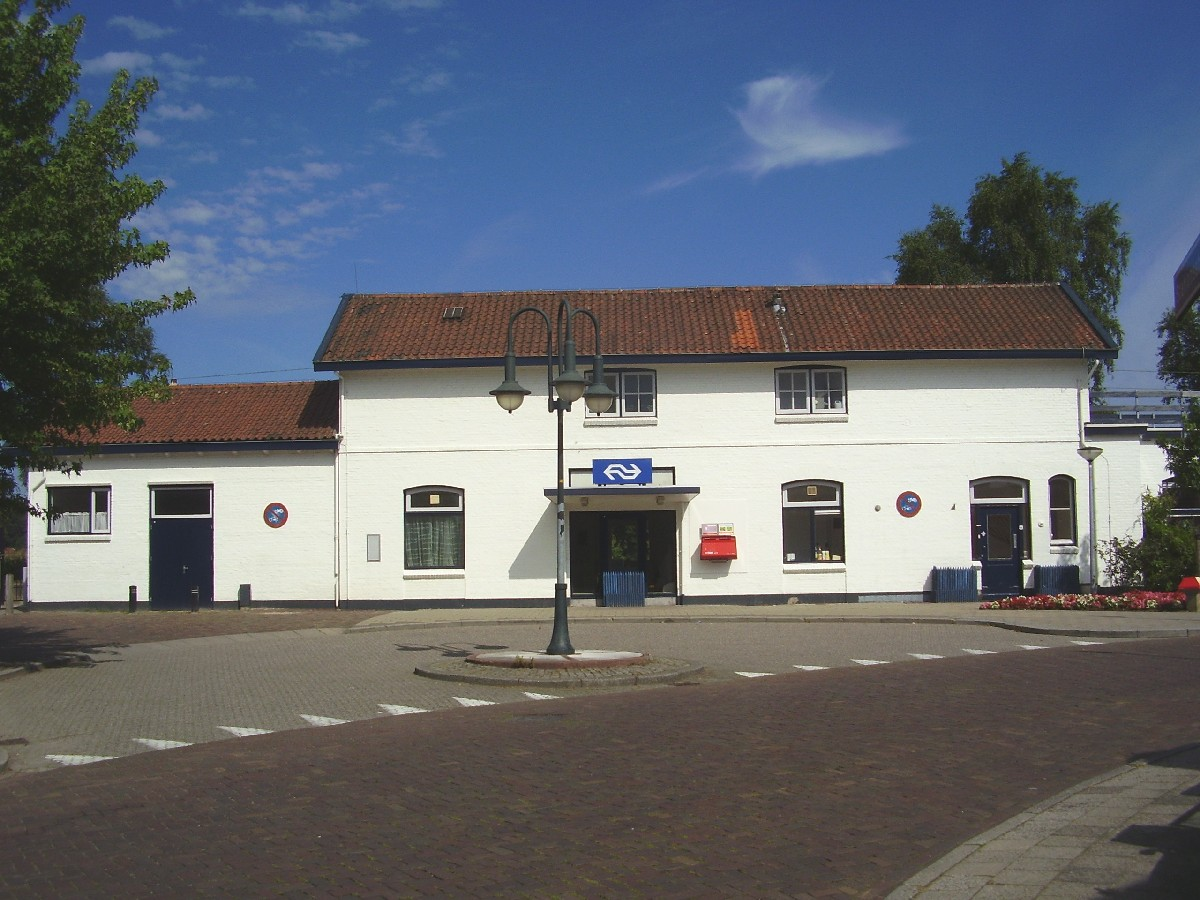
Bahnhof Holten (2007)